# Transductor electroacústic
Un transductor electroacústic és aquell dispositiu que transforma l'electricitat en so, o viceversa.
Un exemple d'aquesta mena d'artefactes són els micròfons: aquests són transductors electroacústics que converteixen l'energia acústica (vibracions sonores: oscil·lacions en la pressió de l'aire) en energia elèctrica (variacions de voltatge). Un altaveu també és un transductor electroacústic, però segueix el camí contrari: un altaveu transforma el corrent elèctric en vibracions sonores.
La transducción o transformació d'energia es fa en dues fases. El model teòric d'un transductor electroacústic es basa en un transductor electromecànic i un transductor mecànic-acústic. Això significa que s'estudia, d'una banda, la transformació de l'energia elèctrica en mecànica, ja que es genera un moviment, i d'altra banda, la transformació de l'energia mecànica en acústica, ja que el moviment genera energia acústica.

## Tipus de transductors electroacústics

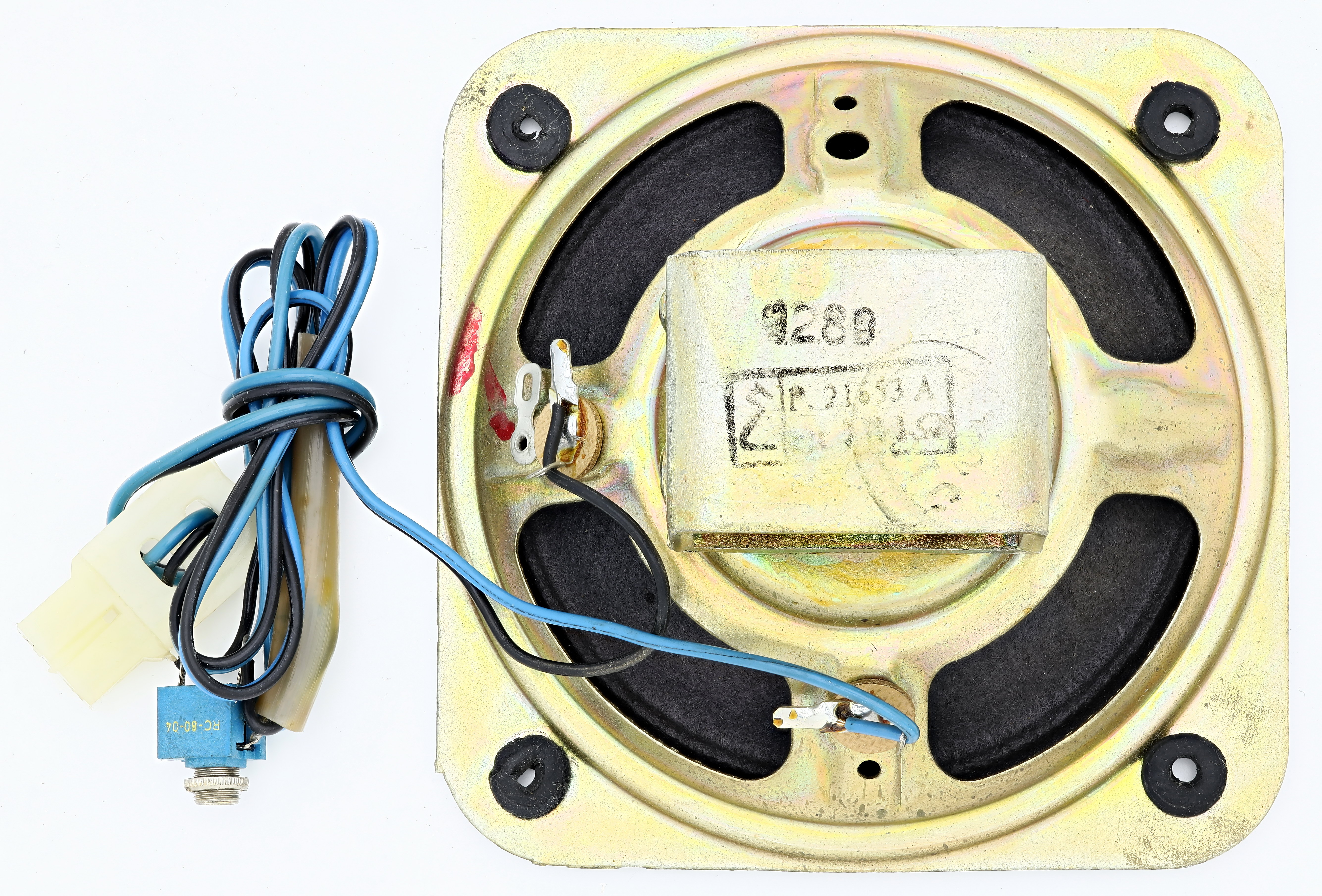
Altaveu - Vista trasera

- Electrodinàmic, dinàmic o bobina mòbil
- Electroestàtics.
- Piezoelèctrics.
- De radiació directa.
- De radiació indirecta.
- Banda ampla.
- Baixes freqüències: altaveus de greus (woofers) i subgreus (sub-woofers).
- Freqüències mitjanes.
- Altes freqüències: altaveus d'aguts (tweeters) i aguts ultraalts (ultra-high-tweeters).

Veus
Electrodinàmic, dinàmic o bobina mòbil
Quan una ona de so interactua amb la membrana o diafragma de la botzina, aquesta membrana es mou i alhora mou una bobina la qual travessa les línies de flux d'un camp magnètic generat per un imant permanent, la qual indueix un corrent altern a la bobina. De manera inversa quan s'indueix un corrent altern a la bobina, el camp magnètic també exerceix una força electromotriu que fa que el diafragma es mogui i es produeixi una vibració.